# Human Traffic
Human Traffic je film z roku 1999 režiséra Justina Kerrigana, který je zároveň autorem scénáře. Popisuje zážitky skupiny přátel během jednoho víkendu.

## Obsah
Jip (John Simm) pracuje v obchodě s oblečením a je sexuální paranoik. Žije pouze pro víkendy, které tráví se svými přáteli a drogami. Film popisuje události během takového jednoho víkendu. Jip, Koop, Nina (Koopova přítelkyně), Lulu a Moff jdou strávit páteční noc do klubu v Cardiffu. Během noci se Jip a Lulu dají dohromady a vyspí se spolu; Moff diskutuje se svým novým známým film Hvězdné války, ve kterém nachází jako hlavní motiv drogy a Koop vyčítá Nině její časté flirtování. Film končí 'romantickým' tancem Jipa a Lulu na ulici.

## Soundtrack
Hudba je důležitou součástí filmu. Ve filmu jsou slavné songy 90. let (CJ Bolland, Aphrodite, Fatboy Slim, Orbital a Primal Scream).